# Petrópolis (Porto Alegre)
Petrópolis é um bairro nobre da zona leste da cidade brasileira de Porto Alegre, capital do estado do Rio Grande do Sul. Foi criado pela Lei n.º 2.022, de 7 de dezembro de 1959. O bairro faz parte da região de planejamento 1 - centro.
Em 2019 o bairro contava com:  37.496 habitantes, distribuídos por seus 336,8 hectáres, com uma densidade populacional de 11.133,01 hab./km². A taxa de analfabetismo do bairro era de 0,31%, acentuadamente menor que o índice geral de Porto Alegre que era de 3,86%. A renda média era de 9,69 salários mínimos por domicílio. O seu Índice de Desenvolvimento Humano Municipal é de 0,950 elevado em comparação o índice de 0,805 da cidade.

## Histórico
A origem do bairro Petrópolis remonta à década de 1920. Ocupado inicialmente por chácaras históricas, como as das tradicionais famílias Santos Netto, proprietária da Chácara Santos Netto, Telles, proprietária da Chácara dos Telles  (cuja sede seria transformada na churrascaria Barranco), Correia da Câmara, proprietária da Chácara Visconde de São Leopoldo, nomeada em homenagem a um antepassado da família, e também uma chácara que pertencia à Joaquim Felizardo. Havia também a Chácara Santa Casa, que pertencia à Irmandade da Santa Casa de Misericórdia de Porto Alegre. As áreas eram tomadas por laranjais, e o bairro desenvolveu-se a partir do eixo viário conhecido como Caminho do Meio, assim chamado por localizar-se entre duas outras estradas rurais que saíam de Porto Alegre em direção aos atuais municípios de Viamão e de Gravataí. Tal caminho, hoje, corresponde à Avenida Protásio Alves.
Com zonas de alta e baixa altitudes também, o bairro tornou-se famoso por seu clima ameno e por suas colinas verdejantes (uma área na qual se realizavam, ainda na década de 1930, manobras e exercícios militares). Foram esses aspectos naturais que atraíram setores de classe média em ascensão, responsáveis pela povoação do local. Em 1937, a criação da linha de bondes Petrópolis, pela Companhia Carris, teve o efeito de consolidar esta ocupação. Sérgio da Costa Franco salienta, contudo, que o bairro "tinha suas gradações: era modesto ... de um modo geral, em todas as áreas de baixa altitude, mas valorizado e até opulento ... em suas construções das áreas altas".
A origem da denominação do bairro é incerta. Supõe-se que tenha sido uma homenagem ao município fluminense de mesmo nome (município este, que vem da junção da palavra em latim Petrus (Pedro) com a em grego Polis (cidade), ficando a “cidade de Pedro”, tendo sido fundado pelo imperador Dom Pedro II), por parte dos colonos alemães que já ocupavam a região desde o início do século. Dentre estes primeiros habitantes destaca-se a figura de Willing Kuss, proprietário de terras responsável por uma série de loteamentos que deram início ao processo de povoamento do Petrópolis.
Uma característica do bairro são os nomes de vias públicas que homenageiam municípios gaúchos. Vale lembrar as ruas Carazinho, Bagé, Taquara, Montenegro, Lajeado, entre outras. Até o fim da década de 1930, também as mulheres eram homenageadas: ruas eram chamadas de Dona Marta, Dona Paula, Dona Inês e Dona Adélia. Boa parte dos antigos nomes foi alterada, em 1939, substituindo-se as "donas" por generais, juristas e médicos. Os nomes femininos nas ruas, segundo Ary Veiga Sanhudo, representavam "a preponderância da presença da mulher na vida silenciosa das localidades perdidas e abandonadas". Alguns nomes, no entanto, permaneceram: é o caso das ruas Dona Eugênia, Dona Alice e Dona Lúcia.
A expansão do bairro foi concluída nas décadas de 40 e 50, quando o desenvolvimento urbanístico e o aumento populacional foram intensificados.
De acordo com pesquisa da arquiteta e Professora no departamento de Geografia /Ufrgs, Tânia Marques Strohaecker; A empresa Schilling Kuss & Cia. Ltda.,destacou-se no ramo imobiliário nas décadas de 1930 a 1950. Esta empresa foi instalada em 1926 com recursos provenientes do setor comercial de Porto Alegre. A sociedade era constituída por dois sócios: Jorge Júlio Schilling, pertencente à terceira geração de imigrantes alemães, e seu genro Arthur Eduardo Kuss, natural da Alemanha. Jorge Schilling era gerente da conceituada firma comercial Chaves & Almeida, além de acionista da Cia. Predial e Agrícola e da Cia. Força e Luz Porto Alegrense.
O patrimônio imobiliário foi adquirido antes da constituição da empresa, no início da década de 1920. A estratégia de Schilling foi adquirir, como pessoa física, uma série de chácaras contíguas na zona suburbana de Porto Alegre em local aprazível e relativamente próximo ao núcleo central, na área que hoje engloba os bairros Petrópolis, Bela Vista, Chácara das Pedras, Três Figueiras.
A empresa procurava facilitar as condições de acessibilidade das novas áreas loteadas, através de contratos com empresas prestadoras de serviços, como, por exemplo, empresas de ônibus que faziam o percurso dentro dos loteamentos. Era prática comum da empresa, quando do lançamento de determinado empreendimento, a edificação de algumas moradias de boa qualidade arquitetônica para a valorização e incremento das vendas.
A Schilling & Kuss foi vendida em 1981 para a Máquinas Condor S.A., uma corporação que desenvolve atividades no setor metalúrgico, na indústria e comércio de implementos agrícolas e de mineração, e no setor de projetos florestais, agrícolas e pastoris. Atualmente, a empresa Condor Empreendimentos Imobiliários, subsidiária da Máquinas Condor, é a maior proprietária de terras de Porto Alegre (Oliveira, 1989:32).
Os principais fatores que levaram à extinção da referida empresa, segundo entrevista fornecida pelo seu antigo gerente-geral, Sr. Jorge Júlio Eichemberg, foram os elevados custos de implantação e manutenção dos loteamentos, leis municipais restritivas à atuação dos promotores imobiliários, burocracia dos órgãos públicos, excessiva tributação, crescimento da família Schilling e conseqüente descentralização do poder gerencial.
A expectativa projetada do crescimento da cidade por parte da Schilling & Kuss foi plenamente concretizada. Recentemente, grandes vazios urbanos de propriedade da sucessora da empresa, nos bairros Bela Vista, Petrópolis e Chácara das Pedras vêm sendo comercializados devido à construção da Terceira Perimetral, importante obra viária que passa por vinte bairros da cidade, ligando a zona norte à zona sul, percorrendo 12,3 quilômetros. A retenção de terras teve por objetivo a valorização indireta da área através dos investimentos públicos realizados, sem ônus para a empresa.

## Características atuais

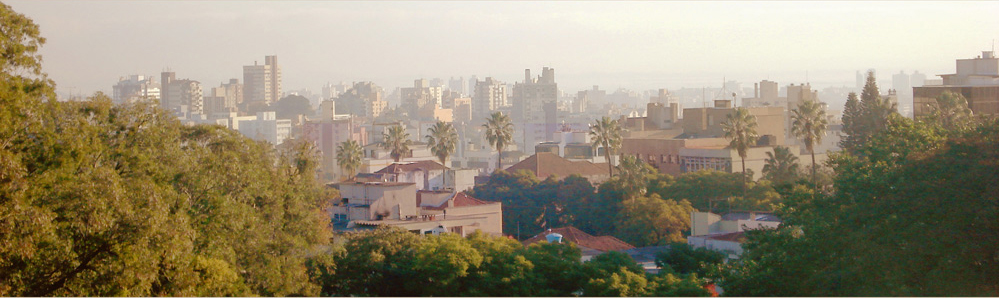
Porto Alegre vista dos altos do bairro Petrópolis.

Atualmente, Petrópolis é uma região independente do Centro da cidade, com um comércio ativo e variado que se estende ao longo da Avenida Protásio Alves.

### Pontos de referência
Áreas verdes
- Praça Adair Figueiredo
- Praça André Forster
- Praça Araribóia
- Praça Bonita
- Praça Breno Vignoli
- Praça Mafalda Verissimo (antiga Praça Buri)
- Praça Dr. Milton Krause
- Praça Nações Unidas
- Praça Tamandaré
- Praça Cônego Alfredo Ody (Praça Zenaide)
- Praça Da Vitória

Educação
- Colégio Estadual Florinda Tubino Sampaio;
- Colégio Santa Inês[8][9]
- Escola Estadual de Ensino Fundamental Professor Leopoldo Tietböhl[10][11]
- Escola Estadual Ivo Corseuil
- Escola Estadual Imperatriz Leopoldina[12]
- Pan American - The International School of Porto Alegre[13]

Clubes
- Clube Atlético Colonial
- Grêmio Náutico União (sede Alto Petrópolis)[14][15]
- Grêmio Náutico União (sede União Petrópole)
- Petrópole Tênis Clube[16][17]

Religiosos
- Paróquia São Sebastião
- Grupo Espírita Francisco Xavier, Pronto Socorro das Almas
- Associação Zen-Budista do Rio Grande do Sul (Via Zen)[18]
- Summit Lighthouse do Brasil: Região Sul (Ensinamentos dos Mestres Ascensos)

Outros
- Hospital Petrópolis[19]
- Bar Caverna do Ratão
- Bar Porto de Elis
- Coral Hotel
- Churascaria Barranco

## Limites atuais
Rua Vicente da Fontoura, da esquina da Avenida Protásio Alves até encontrar a Avenida Ipiranga; desta (talvegue do arroio Dilúvio), em direção oeste-leste, até encontrar o ponto de convergência desta avenida com a Rua General Tibúrcio; desta, pela Rua Eça de Queiroz, Rua Itaboraí até a Rua Machado de Assis; desta, até a Rua Felizardo; e, por esta, até encontrar a Rua Felizardo Furtado; desta, até o limite norte com o Jardim Botânico; e, por este limite, sempre por uma linha reta, seca e imaginária, na direção oeste-leste, até encontrar a Avenida Cristiano Fischer; desta, até a Avenida Protásio Alves; desta, até a Avenida Carlos Gomes;, desta, até a Avenida Dr. Nilo Peçanha; desta, na direção leste-oeste, até a Avenida Nilópolis; desta, até a Rua Jaime Teles; e, por esta via pública, até a Rua Passo da Pátria; desta, até a Rua Vicente da Fontoura, até encontrar a Avenida Protásio Alves.[carece de fontes?]
Seus bairros vizinhos são: Santa Cecília, Jardim Botânico, Rio Branco, Bela Vista, Três Figueiras e Jardim do Salso.[carece de fontes?]

## Moradores famosos
- Érico Veríssimo, escritor e tradutor[20]
- Luis Fernando Verissimo, escritor, filho do anterior[21]
- Pedro Verissimo, músico, filho do anterior, e neto do primeiro[22]
- Manuela d'Ávila, política[23]
- Martha Medeiros, escritora e jornalista[24]
- Nelson Marchezan Júnior, ex-prefeito de Porto Alegre[25]
- Deise Nunes, eleita primeira Miss Brasil negra[26]
- Pedro Simon, político[27]
- Claúdio Levitan, músico[28]
- Eneida Serrano, fotógrafa[29]
- Luiz Coronel, escritor[28]